# ماريا فيسنتي
ماريا فيسنتي (بالإسبانية: María Vicente)‏ هي منافسة ألعاب القوى إسبانية، ولدت في 28 مارس 2001 في لوسبيتاليت دي يوبريغات في إسبانيا.

## وصلات خارجية
- ماريا فيسنتي على موقع الاتحاد الدولي لألعاب القوى (الإنجليزية)
- ماريا فيسنتي على موقع الاتحاد الأوروبي لألعاب القوى (الإنجليزية)
- ماريا فيسنتي على موقع اللجنة الأولمبية الدولية (الإنجليزية)
- ماريا فيسنتي على موقع أوليمبيديا (الإنجليزية)